# پینو ۹۹۸۷
سیارک ۹۹۸۷ (به انگلیسی: 9987 Peano، نامگذاری:1997OO1) نه هزار و نهصد و هشتاد و هفتمین سیارک کشف شده‌است که در ۲۹ ژوئیه ۱۹۹۷ کشف شد.
قدر مطلق سیارک برابر ۱۵٫۱۰ است.